# Tautoneura takaonella
Tautoneura takaonella är en insektsart som först beskrevs av Matsumura 1932.  Tautoneura takaonella ingår i släktet Tautoneura och familjen dvärgstritar. Inga underarter finns listade i Catalogue of Life.